# Gert Tiedtke
Gert Tiedtke (* 17. November 1922 in Duisburg; † Juli 2021 in Bendorf) war ein deutscher Karambolagespieler und mehrfacher deutscher Meister im Kunststoß.

## Leben
Gert Tiedtke wurde in Duisburg als Sohn eines Deutschen und einer Holländerin geboren. Sein älterer Bruder ist der mehrfache Weltmeister August Tiedtke (1913–1972). Gert besuchte in seiner Geburtsstadt die Schule bis zur ersten Klasse, bevor die Familie in seinem ersten Schuljahr nach Arnheim (Niederlande) umzog.
Gert spielte damals, 17-jährig, für Vitesse Arnheim, in der holländischen Oberliga. Schon als kleiner Junge nahm er gern den Queue zur Hand, um seinem neun Jahre älteren Bruder August nachzueifern. So kam es, dass die beiden Brüder auch gemeinsame Trainingspartner wurden. August hatte bei dem holländischen Meister Jan Dommering gelernt und teilte sein Wissen mit Gert.
Zum Zweiten Weltkrieg einberufen, war Gert von 1941 bis 1945 Soldat und kehrte nach mehreren Verwundungen, u. a. mit einem Kieferdurchschuss, nach Düsseldorf zurück und zog 1951 nach Bendorf bei Koblenz. In Düsseldorf-Oberkassel kümmerte sich Gert zunächst um den Aufbau seines Bimsbaustoff-Betriebes, auch sein Vater hatte schon eine Baustoffhandlung, ehe er sich nach Bendorf zurückzog. Er starb Ende Juli 2021 im Alter von 98 Jahren.

## Karriere
1947 nahm er zum ersten Mal an der Deutschen Meisterschaft im Dreiband teil und wurde auf Anhieb Dritter. Zwischen 1947 und 1982 nahm er an vielen deutschen Meisterschaften im Dreiband teil. Während der ältere Tiedtke diesen Titel 17 Mal errang, kam der Jüngere auf immerhin 7 Titel, den ersten 1978 in Gelsenkirchen. Mit den Düsseldorfer Billardfreunden und  dem Kölner Billardklub wurde er mehrfach deutscher Pokalmeister und konnte sich 1968 in Madrid den sechsten Rang bei den europäischen Einzelmeisterschaften erspielen. Nach dem Tod seines Bruders 1972 machte Gert das Kunststoßen in der BRD populär. Zu Hause trainierte er die damals noch 76 Figuren (heute 100) und konnte 1975, vermittelt durch einen Freund, an den belgischen Kunststoß-Meisterschaften teilnehmen. 
In Belgien qualifiziert, belegte er in Dortmund den fünften Platz bei den Europameisterschaften. 
Bei einem Pokalturnier spielte Tiedtke seine persönliche Bestleistung von 321 Punkten. 1984 sicherte sich Tiedtke zum vierten Mal in Folge den Titel bei den deutschen Meisterschaften im Kunststoßen. Zuvor hatte er schon 1976 und 1977 gewonnen. Noch einmal, 1986, sollte er diesen Titel holen. Im selben Jahr war es auch, dass Tiedtke, bei der EM, den längsten protokollierten Stoßversuch verursachte. Gert setzte zum Stoß an und fuhr ins Tuch, die Reparatur dauerte 15 Minuten. Er setzt zum zweiten Versuch an, da fiel unerwartet das Licht aus und er fuhr erneut ins Tuch – nochmals 15 Minuten Reparatur. Beim dritten Versuch zersprang ihm dann der Elfenbeinball!
Den Titel im Dreiband sicherte sich Tiedtke 1978 in Schwelm, vor dem Altenessener Norbert Schmidt und dem Kölner Werner Hutmacher.

## Erfolge
- Kunststoß-WM: 1975 (10. Platz)[5], 1979 (9. Platz)[6], 1983 (6. Platz)[7], 1984 (10. Platz)[8]
- Kunststoß-EM: 1981 (6. Platz)[9]
- Fünfkampf-Europameisterschaften für Nationalmannschaften:  1971
- Deutscher Meister (Kunststoß): Sieger 1976, 1977, 1981–1984, 1986[10]
- Deutscher Meister (Dreiband): Sieger 1978[11]